# Großohrflughund

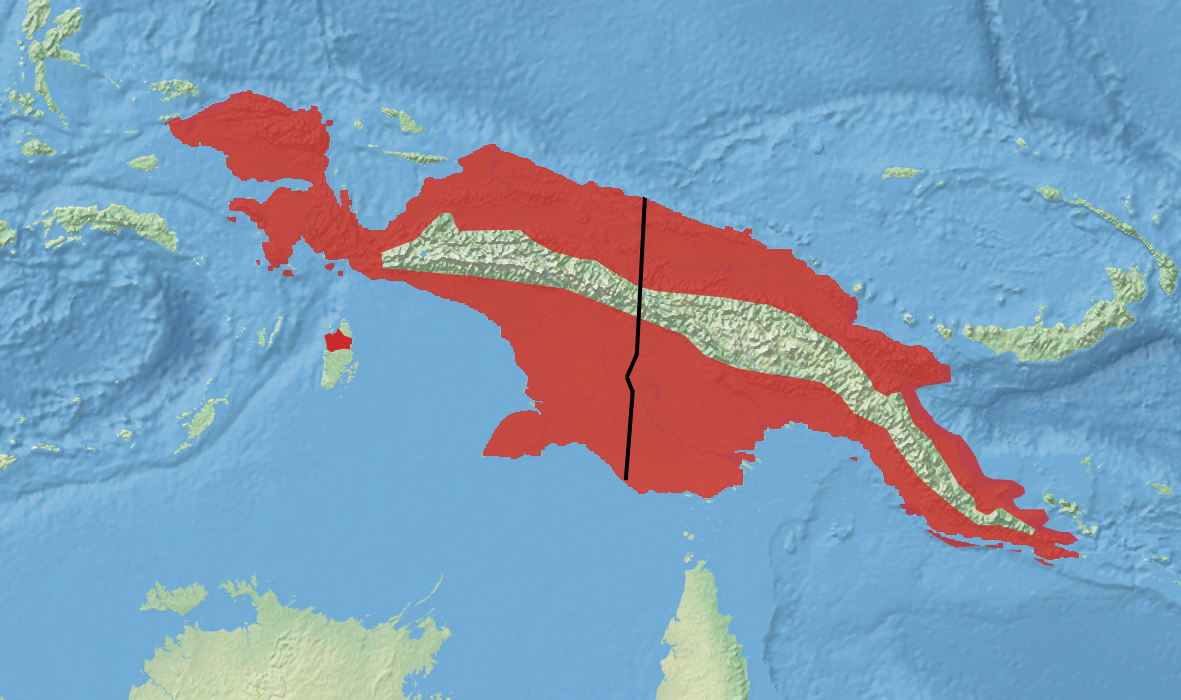
Verbreitungsgebiet des Großohrflughund-Flughundes, verschiedene kleine Inseln sind nicht erkennbar

Der Großohrflughund (Pteropus macrotis) ist ein hauptsächlich auf Neuguinea verbreitetes Fledertier in der Familie der Flughunde. Er bildet zusammen mit dem Pohle-Flughund (Pteropus pohlei) und dem Graukopf-Flughund (Pteropus poliocephalus) eine Artengruppe innerhalb der Gattung Pteropus. Das Typusexemplar stammt von den Aru-Inseln.

## Merkmale
Die schwanzlose Art ist mit einer Körperlänge von 179 bis 244 mm, einer Unterarmlänge von 112 bis 157 mm und mit einem Gewicht von 214 bis 418 g ein mittelgroßer Vertreter ihrer Gattung. Es sind 36 bis 55 mm lange Hinterfüße und 28 bis 37 mm lange Ohren vorhanden. Der Pohle-Flughund hat bei etwa gleicher Statur bis zu 28 mm lange Ohren. Typisch für den dunkelbraunen Kopf sind eingemischte silbrige Haare, die Flecken oder Streifen bilden. Um den Hals bilden lange, wollige Haare einem Mantel, der meist gelbbraun ist, bis auf den rotgelben Nacken. Beim Großohrflughund sind andere Bereiche des Rückens, der Bauch, die Brust und die Kehle schwarzbraun. Die Behaarung setzt sich auf dem ersten Drittel des oberen Unterarms und auf dem oberen Teil der Schenkel fort. Wie bei vielen Flughunden hat der jeweils zweite Finger eine Putzkralle. Im Gebiss sind die unteren Schneidezähne mit zwei Wellen an der Krone und die kleinen Molaren mit zwei Höckern markant. Weitere Unterschiede zu den beiden anderen Vertretern der Artengruppe liegen in abweichenden Details des Schädels.

## Verbreitung
Dieser Flughund bewohnt fast ganz Neuguinea, bis auf das gebirgige Zentrum, die Aru-Inseln und Salawati. Einzelfunde auf weiter südlich gelegenen Inseln, die zu Australien zählen, könnten zu dieser Art gehören. Der Großohrflughund erreicht selten mehr als 500 Meter Höhe.
Das Habitat ist sehr variabel mit tropischen Regenwäldern, Mangrovenwäldern, feuchten und trockenen Savannen, Sumpfgebieten, Plantagen oder Gärten. In an Wasserläufen zu Untersuchungen aufgestellten Japannetzen, wurde die Art am häufigsten gefangen.

## Lebensweise
Meist ruhen einzelne Exemplare oder Paare im Blattwerk von Wäldern. Zusätzlich sind gemischte Gruppen mit dem Kleinen Roten Flughund (Pteropus scapulatus) bekannt, die recht groß sein können. Diese treten meist in Ufernähe auf der Insel Boigu auf und sie lösen sich bei Flut auf. Der Rückflug nach Neuguinea ist 12 km lang. Aufgrund der kleinen Zähne wird angenommen, dass die Nahrung aus Blüten, Nektar und Pollen besteht. So wurden Blüten der Kokospalme, der echten Sagopalme, von Sonneratia caseolaris, Syzygium leonhardi und Barringtonia racemosa gefressen. Zwei Exemplare bewegten sich in einem Jackfruchtbaum mit reifen Früchten.
In Teilen des Verbreitungsgebiets wurden Neugeborene zwischen September und Dezember registriert. Ein Weibchen in Gefangenschaft säugte ihr Junges 184 Tage. Bei anderen Gattungsvertretern haben Weibchen jährlich einen Wurf mit einem Neugeborenen. Bei einem Paar fand die Kopulation im April statt.

## Gefährdung
Regional wirken sich Waldrodungen zur Holzgewinnung oder zur Etablierung von Plantagen mit Ölpalmen negativ aus. Einige Tiere werden als Bushmeat gejagt und andere werden von Farmern verfolgt, die sie als Fruchtdiebe betrachten. Allgemein hat der Großohrflughund eine große Population und eine weite Verbreitung. Er wird von der IUCN als nicht gefährdet (least concern) gelistet.